# Прентис, Виктория
Виктория Мэри Бозуэлл-Прентис (англ. Victoria Mary Boswell Prentis; род. 24 марта 1971, Банбери) — британский политик, член Консервативной партии. Генеральный атторней Англии и Уэльса, генеральный юрисконсульт по Северной Ирландии (2022—2024).

## Биография
Дочь бывшего депутата Палаты общин с 1987 по 2010 год Тима Бозуэлла, позднее получившего пэрство. Виктория Прентис, барристер по профессии, с 1997 года находилась на государственной службе, в 2015 году избрана в парламент. Занимала должность личного парламентского секретаря последовательно нескольких министров транспорта, позднее являлась личным парламентским секретарём лидера Палаты общин Андреа Ледсом и младшим министром — сначала в министерстве окружающей среды, продовольствия и сельского хозяйства, позднее — в министерстве труда и пенсий.
25 октября 2022 года по завершении политического кризиса был сформирован кабинет Риши Сунака, в котором Прентис назначена генеральным атторнеем Англии и Уэльса, генеральным юрисконсультом Северной Ирландии с правом участия в заседаниях правительства.
5 июля 2024 года после поражения консерваторов на парламентских выборах было сформировано лейбористское правительство Кира Стармера, в котором преемником Прентис стал Ричард Хермер.